# Fernando Hugo
Fernando Hugo da Silva Colares (Fortaleza, 25 de março de 1963) é um político brasileiro. Em 2018, foi eleito deputado estadual do Ceará pelo Progressistas com 49 111 votos.